# Love Kraft
| Recensione | Giudizio |
| ---------- | -------- |
| AllMusic   |          |

Love Kraft è il settimo album discografico in studio del gruppo musicale gallese Super Furry Animals, pubblicato nel 2005.

## Il disco
Il disco è stato registrato in Spagna, precisamente a Figueres, con il supporto di Mario Caldato Jr.
Il brano Lazer Beam è stato il primo e l'unico estratto dal disco e pubblicato come singolo nell'agosto 2005.
Il titolo si riferisce ad un sexy shop, ma anche al nome del maestro dell'horror Howard Phillips Lovecraft.
Nel Regno Unito l'album è stato pubblicato nell'agosto 2005 dalla Epic Records, mentre negli Stati Uniti il disco è uscito nel settembre dello stesso anno etichettato XL Recordings/Beggars Banquet.

## Tracce
1. Zoom! – 6:53
2. Atomik Lust – 4:53
3. The Horn – 3:01
4. Ohio Heat – 4:07
5. Walk You Home – 4:00
6. Lazer Beam – 4:55
7. Frequency – 4:39
8. Oi Frango (strumentale) – 2:23
9. Psyclone! – 4:19
10. Back on a Roll – 3:46
11. Cloudberries – 5:04
12. Cabin Fever – 6:20

## Classifiche
| Classifica            | Posizione raggiunta |
| --------------------- | ------------------- |
| Official Albums Chart | 19                  |

## Formazione
- Gruff Rhys - voce principale, chitarre
- Huw Bunford - chitarre, cori, voce principale tracce 3 e 10
- Cian Ciaran - tastiere, cori, voce principale tracce 5 e 12
- Guto Pryce - basso
- Dafydd Ieuan - batteria, cori, voce principale tracce 2 e 12